# Hoghilag
Hoghilag (in ungherese Holdvilág, in tedesco Halvelagen) è un comune della Romania di 2353 abitanti, ubicato nel distretto di Sibiu, nella regione storica della Transilvania. 
Il comune è formato dall'unione di 3 villaggi: Hoghilag, Prod (Pruden), Valchid (Waldhütten).
I principali monumenti del comune sono:
- Il Tempio evangelico di Hoghilag: costruito nel XV secolo e fortemente danneggiato da due incendi nel 1702 e nel 1724, fu restaurato nel 1730 e subì altri rimaneggiamenti successivi; la struttura nella forma attuale risale al 1834.
- Il Tempio evangelico fortificato di Valchid: costruito attorno al 1350, reca un'iscrizione sulla parete del coro che ne indica una ristrutturazione nel 1507, anno attorno al quale vennero costruite anche le fortificazioni, con cinque torri, di cui una venne distrutta da un terremoto nel 1916.